# Junc
Le Junc est un affluent droit de la rivière Crișul Alb en Roumanie. Il se déverse dans le Crișul Alb à Crișan. Il mesure 16 kilomètres de long et son bassin couvre 36 kilomètres carrés.